# Donald Brashear
Donald Brashear (ur. 7 stycznia 1972 w Bedford) –amerykański hokeista, reprezentant USA.

## Kariera
- Longueuil College-Francais (1989–1991)
- Verdun College-Francais (1991–1992)
- Fredericton Canadiens (1992–1995)
- Montreal Canadiens (1993–1996)
- Vancouver Canucks (1996–2001)
- Philadelphia Flyers (2001–2004)
- Quebec Radio X (2004–2005)
- Philadelphia Flyers (2005–2006)
- Washington Capitals (2006–2009)
- New York Rangers (2009–2010)
- Hartford Wolf Pack (2010–?)
- Sorel-Tracy Carvena (2010)
- Rivière-du-Loup (2010–2013)
- MODO Hockey (2014-2015)
- Thetford Mines Assurancia (2015-)

Uczestniczył w turniejach mistrzostw świata 1997, 1998.

## Sukcesy
Klubowe
- Coupe du Président – mistrzostwo QMJHL: 1992 z Verdun College-Francais
- Pelle Lindbergh Memorial: 2003